# Женска фудбалска репрезентација Словеније
Женска фудбалска репрезентација Словеније (словен. Slovenska ženska nogometna reprezentanca) је национални фудбалски тим који представља Словенију на међународним такмичењима и под контролом је Фудбалског савеза Словеније (словен. Nogometna zveza Slovenije), владајућег тела за фудбал у Словенији.
Први меч Словенкиње су одиграле 1993. године након распада СФРЈ 1991. године. Пре тога су словеначке играчице играли за репрезентацију Југославије.

## Историја
Женска репрезентација Словеније је званично дебитовала 25. септембра 1993. године против репрезентације Енглеске у квалификацијама за Европско првенство 1995. године. Изгубили су свих шест квалификација са негативном гол разликом, датих 0 а примљено 60 голова, укључујући рекордни пораз од Шпаније 17 : 0. После овога Словенија више од деценије није учествовала на званичним такмичењима.
Репрезентација се вратила 2005. гопдине за квалификације за Светско првенство 2007, где нису имали могућности да се квалификују јер је тада одржан дволигашки формат са унапређењима и испадањем и стартовали су у нижој категорији. За Европско првенство 2009. ове две дивизије су спојене у једну, а Словенија је ушла у плеј-оф као једна од четири најбоље трећепласиране екипе, што је њихов највећи успех до сада. Тамо их је Украјина избацила победивши их са 0 : 5.
У квалификацијама за Светско првенство 2011. и Европско првенство 2013. Словенија је завршила на четвртом месту од пет репрезентација, са 6, односно 4 бода.

## Такмичарски рекорд

### Светско првенство за жене
| Светско првенство у фудбалу за жене − резултати | Светско првенство у фудбалу за жене − резултати | Светско првенство у фудбалу за жене − резултати | Светско првенство у фудбалу за жене − резултати | Светско првенство у фудбалу за жене − резултати | Светско првенство у фудбалу за жене − резултати | Светско првенство у фудбалу за жене − резултати | Светско првенство у фудбалу за жене − резултати | Светско првенство у фудбалу за жене − резултати |                     | Квалификациони резултати | Квалификациони резултати | Квалификациони резултати | Квалификациони резултати | Квалификациони резултати | Квалификациони резултати | Квалификациони резултати |
| Година                                          | Резултат                                        | Ута                                             | Поб                                             | Нер*                                            | Изг                                             | ГД                                              | ГП                                              | ГР                                              | Ута                 | Поб                      | Нер*                     | Изг                      | ГД                       | ГП                       | ГР                       |                          |
| 1991                                            | Као део Југославија                             | Као део Југославија                             | Као део Југославија                             | Као део Југославија                             | Као део Југославија                             | Као део Југославија                             | Као део Југославија                             | Као део Југославија                             | Као део Југославија | Као део Југославија      | Као део Југославија      | Као део Југославија      | Као део Југославија      | Као део Југославија      | Као део Југославија      |                          |
| 1995                                            | Нису се квалификовале                           | Нису се квалификовале                           | Нису се квалификовале                           | Нису се квалификовале                           | Нису се квалификовале                           | Нису се квалификовале                           | Нису се квалификовале                           | Нису се квалификовале                           | УЕФА 1995           | УЕФА 1995                | УЕФА 1995                | УЕФА 1995                | УЕФА 1995                | УЕФА 1995                | УЕФА 1995                |                          |
| 1999                                            | Нису учествовале                                | Нису учествовале                                | Нису учествовале                                | Нису учествовале                                | Нису учествовале                                | Нису учествовале                                | Нису учествовале                                | Нису учествовале                                | Нису учествовале    | Нису учествовале         | Нису учествовале         | Нису учествовале         | Нису учествовале         | Нису учествовале         | Нису учествовале         |                          |
| 2003                                            | Нису учествовале                                | Нису учествовале                                | Нису учествовале                                | Нису учествовале                                | Нису учествовале                                | Нису учествовале                                | Нису учествовале                                | Нису учествовале                                | Нису учествовале    | Нису учествовале         | Нису учествовале         | Нису учествовале         | Нису учествовале         | Нису учествовале         | Нису учествовале         |                          |
| 2007                                            | Нису се квалификовале                           | Нису се квалификовале                           | Нису се квалификовале                           | Нису се квалификовале                           | Нису се квалификовале                           | Нису се квалификовале                           | Нису се квалификовале                           | Нису се квалификовале                           | 6                   | 6                        | 0                        | 0                        | 23                       | 6                        | +17                      |                          |
| 2011                                            | Нису се квалификовале                           | Нису се квалификовале                           | Нису се квалификовале                           | Нису се квалификовале                           | Нису се квалификовале                           | Нису се квалификовале                           | Нису се квалификовале                           | Нису се квалификовале                           | 8                   | 2                        | 0                        | 6                        | 7                        | 27                       | −20                      |                          |
| 2015                                            | Нису се квалификовале                           | Нису се квалификовале                           | Нису се квалификовале                           | Нису се квалификовале                           | Нису се квалификовале                           | Нису се квалификовале                           | Нису се квалификовале                           | Нису се квалификовале                           | 10                  | 2                        | 0                        | 8                        | 7                        | 34                       | −27                      |                          |
| 2019                                            | Нису се квалификовале                           | Нису се квалификовале                           | Нису се квалификовале                           | Нису се квалификовале                           | Нису се квалификовале                           | Нису се квалификовале                           | Нису се квалификовале                           | Нису се квалификовале                           | 8                   | 2                        | 0                        | 6                        | 9                        | 20                       | −11                      |                          |
| 2023                                            | У току                                          | У току                                          | У току                                          | У току                                          | У току                                          | У току                                          | У току                                          | У току                                          | У току              | У току                   | У току                   | У току                   | У току                   | У току                   | У току                   |                          |
| Укупно                                          | -                                               | -                                               | -                                               | -                                               | -                                               | -                                               | -                                               | -                                               | 32                  | 12                       | 0                        | 20                       | 46                       | 87                       | −41                      |                          |

*Жребови укључују утакмице где је одлука пала извођењем једанаестераца.

### Европско првенство у фудбалу за жене
| Европско првенство у фудбалу за жене − резултати | Европско првенство у фудбалу за жене − резултати | Европско првенство у фудбалу за жене − резултати | Европско првенство у фудбалу за жене − резултати | Европско првенство у фудбалу за жене − резултати | Европско првенство у фудбалу за жене − резултати | Европско првенство у фудбалу за жене − резултати | Европско првенство у фудбалу за жене − резултати |                     | Квалификациони резултати | Квалификациони резултати | Квалификациони резултати | Квалификациони резултати | Квалификациони резултати | Квалификациони резултати |
| Година                                           | Рез                                              | Ута                                              | Поб                                              | Нер*                                             | Изг                                              | ГД                                               | ГП                                               | Ута                 | Поб                      | Нер*                     | Изг                      | ГД                       | ГП                       |                          |
| 1984 to 1991                                     | Као део Југославија                              | Као део Југославија                              | Као део Југославија                              | Као део Југославија                              | Као део Југославија                              | Као део Југославија                              | Као део Југославија                              | Као део Југославија | Као део Југославија      | Као део Југославија      | Као део Југославија      | Као део Југославија      | Као део Југославија      |                          |
| 1993                                             | Нису учествовале                                 | Нису учествовале                                 | Нису учествовале                                 | Нису учествовале                                 | Нису учествовале                                 | Нису учествовале                                 | Нису учествовале                                 | Нису учествовале    | Нису учествовале         | Нису учествовале         | Нису учествовале         | Нису учествовале         | Нису учествовале         |                          |
| 1995                                             | Нису се квалификовале                            | Нису се квалификовале                            | Нису се квалификовале                            | Нису се квалификовале                            | Нису се квалификовале                            | Нису се квалификовале                            | Нису се квалификовале                            | 6                   | 0                        | 0                        | 6                        | 0                        | 60                       |                          |
| 1997                                             | Нису учествовале                                 | Нису учествовале                                 | Нису учествовале                                 | Нису учествовале                                 | Нису учествовале                                 | Нису учествовале                                 | Нису учествовале                                 | Нису учествовале    | Нису учествовале         | Нису учествовале         | Нису учествовале         | Нису учествовале         | Нису учествовале         |                          |
| 2001                                             | Нису учествовале                                 | Нису учествовале                                 | Нису учествовале                                 | Нису учествовале                                 | Нису учествовале                                 | Нису учествовале                                 | Нису учествовале                                 | Нису учествовале    | Нису учествовале         | Нису учествовале         | Нису учествовале         | Нису учествовале         | Нису учествовале         |                          |
| 2005                                             | Нису учествовале                                 | Нису учествовале                                 | Нису учествовале                                 | Нису учествовале                                 | Нису учествовале                                 | Нису учествовале                                 | Нису учествовале                                 | Нису учествовале    | Нису учествовале         | Нису учествовале         | Нису учествовале         | Нису учествовале         | Нису учествовале         |                          |
| 2009                                             | Нису се квалификовале                            | Нису се квалификовале                            | Нису се квалификовале                            | Нису се квалификовале                            | Нису се квалификовале                            | Нису се квалификовале                            | Нису се квалификовале                            | 10                  | 4                        | 0                        | 6                        | 14                       | 29                       |                          |
| 2013                                             | Нису се квалификовале                            | Нису се квалификовале                            | Нису се квалификовале                            | Нису се квалификовале                            | Нису се квалификовале                            | Нису се квалификовале                            | Нису се квалификовале                            | 8                   | 1                        | 1                        | 6                        | 6                        | 21                       |                          |
| 2017                                             | Нису се квалификовале                            | Нису се квалификовале                            | Нису се квалификовале                            | Нису се квалификовале                            | Нису се квалификовале                            | Нису се квалификовале                            | Нису се квалификовале                            | 8                   | 3                        | 0                        | 5                        | 21                       | 19                       |                          |
| 2022                                             | Нису се квалификовале                            | Нису се квалификовале                            | Нису се квалификовале                            | Нису се квалификовале                            | Нису се квалификовале                            | Нису се квалификовале                            | Нису се квалификовале                            | 10                  | 6                        | 0                        | 4                        | 31                       | 12                       |                          |
| Укупно                                           | -                                                | -                                                | -                                                | -                                                | -                                                | -                                                | -                                                | 42                  | 14                       | 1                        | 27                       | 72                       | 141                      |                          |

*Жребови укључују утакмице где је одлука пала извођењем једанаестераца.